# Heja Sverige!
Heja Sverige! är en svensk komedifilm från 1979, producerad av Mats Helge Olsson. Filmen är gjord i dolda kameran-stil och i rollerna ses bland andra Per Oscarsson, Kalle Sändare och Georg Adelly.

## Om filmen
Filmen spelades in i Västergötland, Stockholm och Göteborg med Hans Dittmer och Per Arne Svensson som fotografer. Den premiärvisades 9 november 1979 på biografen Festival i Stockholm.
Filmen fick genomgående negativ kritik när den utkom.

## Handling
Filmen innehåller en serie korta sekvenser i dolda kameran-stil.

## Medverkande
- Per Oscarsson
- Kalle Sändare
- Georg Adelly

### Fotnoter
1. 1 2 3 4  ”Heja Sverige!”. Svensk Filmdatabas. http://sfi.se/sv/svensk-filmdatabas/Item/?itemid=5045&type=MOVIE&iv=Basic&ref=/templates/SwedishFilmSearchResult.aspx?id%3d1225%26epslanguage%3dsv%26searchword%3dheja+sverige!%26type%3dMovieTitle%26match%3dBegin%26page%3d1%26prom%3dFalse. Läst 7 maj 2013.